# Heico Nickelmann
Heico Nickelmann (* 30. Dezember 1966 in Essen) ist ein deutscher Rockmusiker und Liedermacher aus Raesfeld.

## Leben

### Musikkarriere
1988 gründete Nickelmann mit zwei Freunden Shop Suey und trat zum ersten Mal vor größerem Publikum in Raesfeld auf. Anschließend folgten weitere Konzerte mittlerer Größe mit mäßigem Erfolg.
1991 begann Nickelmann eine Zusammenarbeit mit der Band if mother cooks. Nickelmann ging mit if mother cooks mehrmals auf Tournee und präsentierte auch eigene Lieder in deutscher Sprache. 1996 wurde die Zusammenarbeit beendet.
Erstmals überregionale Berühmtheit als Solokünstler konnte Nickelmann mit dem Gewinn des Radiowettbewerbs BOH Rock Goes East erlangen, in der er ein Lied aus seinem Debütalbum Nickelmann präsentierte.
Im Jahr 2000 gab er seine Band Nickelmann auf und begann an seinem ersten reinen Soloalbum zu arbeiten, das er 2001 veröffentlichte. Dieses enthält unter anderem das Lied Rebecca, das ihm zu überregionaler Bekanntheit verhalf und auf verschiedenen Radiosendern gespielt wurde. In den darauffolgenden drei Jahren gab Nickelmann weit über 200 Livekonzerte, woraus er 2004 schließlich ein Livealbum produzierte.
2011 erschien das Doppelalbum so weit so gut.
Nach längerer Pause brachte Nickelmann im Dezember 2015 das Album Jetzt und hier auf den Markt.

## Diskografie
- 1996: Nickelmann
- 1997: Lebenszeichen
- 1998: Spurensuche
- 2001: Pfadfinder
- 2004: Live
- 2007: Brüder
- 2011: so weit so gut
- 2015: Jetzt und hier